# 国鉄タサ5800形貨車
国鉄タサ5800形貨車（こくてつタサ5800がたかしゃ）は、かつて日本国有鉄道（国鉄）及び1987年（昭和62年）4月の国鉄分割民営化後は日本貨物鉄道（JR貨物）に在籍した私有貨車（タンク車）である。

## 概要
タサ5800形は液化アンモニア専用の20t積タンク車として1965年（昭和40年）5月28日に2両（タサ5800、タサ5801）が日立製作所の1社のみにて製作された。
本形式の他に液化アンモニアを専用種別とする形式は、タ520形（2両）、タ550形（5両）、タ580形（30両）、タ2800形（3両）、タム5800形（19両）、タサ4100形（142両）、タキ4100形（2代）（44両）、タキ18600形（128両）の8形式がある。
所有者は日産化学工業であり、その常備駅は越後交通長岡線の西長岡駅であったが、その後高山本線の速星駅に変更された。
1977年（昭和52年）5月16日に緊急遮断装置の取り付けが行われた。
1979年（昭和54年）10月より化成品分類番号「毒燃(G)26・3」（毒性の物質、燃焼性の物質、高圧ガス、毒性のあるもの、可燃性のもの）が標記された。専用種別の「液化アンモニア」と化成品分類番号の「燃」は赤色で標記されている。更にタンク体右側形式番号上に「連結注意」が標記された。
ドームレス直円筒型のタンク体は、高張力鋼（HT55、HT60）製で厚さ70mmの断熱材を巻き薄鋼板製のキセ（外板）を装備した。タンク体内部には波よけ板12枚が設置された。荷役方式はタンク上部にある弁からの上入れ、上出し式である。
塗色は白であり、全長は14,700mm、全幅は2,500mm、全高は3,861mm、台車中心間距離は10,600mm、実容積は37.5m3、自重は24.5t、換算両数は積車4.5、空車2.4、最高運転速度は75km/h、平軸受・コイルばね式のTR41Dである。
1987年（昭和62年）4月の国鉄分割民営化時には全車の車籍がJR貨物に継承されたが、2002年（平成14年）3月に2両揃って廃車となり同時に形式消滅となった。